# Im Anfang war der Blick
Im Anfang war der Blick ist ein Dokumentarfilm der luxemburgischen Regisseurin Bady Minck aus dem Jahr 2003.

## Handlung
Ein Dichter sitzt in seiner Bibliothek. Dort stapeln sich Bücher bis zur Decke, und der Dichter bewegt sich, flink wie ein Wiesel, zwischen Schreibmaschinen und Regalen. Plötzlich entdeckt er ein dickes rotes Buch, auf dem die Worte „Im Anfang war der Blick“ stehen. Der Mann öffnet das Buch und auf der ersten Seite erscheint eine Bergformation. Darunter taucht „der Erzberg“ auf. Dies nimmt den Menschen und den Betrachter mit auf eine Reise durch die geografische, historische und kulturelle Landschaft Österreichs im 20. Jahrhundert. Die Reise beginnt im Dorf Eisenerz. Am Ende dieser Reise integriert der Protagonist die Landschaft der Postkarten und bleibt als sein eigenes fotografisches Abbild zurück, zweidimensional und hilflos einer Natur ausgeliefert, die sich ihm perspektivisch radikal entzieht.

## Produktion
Die Dreharbeiten zum Film dauerten Sechs Jahre. Für die Produktion des Dokumentarfilms erhielt Minotaurus Film im Jahr 2000 eine Förderung in Höhe von 600.000 luxemburgischen Franc vom Film Fund Luxembourg.
Minck sammelte auf Flohmärkten und in Antiquariaten über 15.000 Ansichtskarten, von denen 1.800 ihren Weg in den Film fanden.

## Veröffentlichung
Der Film feierte im Mai 2003 in der „Fortnight of the Directors“ bei den Internationalen Filmfestspielen von Cannes Premiere. Die Erstaufführung in Luxemburg erfolgte am 3. Oktober 2003 im Ciné Utopia und in Österreich am 16. April 2004 im Filmcasino. Basierend auf dem Film ist ein gleichnamiges Buch entstanden, in dem fünfzehn Autoren ihre Ansichten zum Verhältnis von „Landschaft, Ökologie, Systemdenken, Kunst und Film“ darlegen.

## Kritiken
Irmgard Schmidmaier im D’Lëtzebuerger Land: „Das Rennen Wort gegen Bild geht bei Minck klar für das Bild aus, und doch behält sie durch die Aufnahmetechnik die nötige Distanz: Einzelbildaufhahmen, die Bodo Heils Bewegungen irreal zergliedern. Mehrfach-Überblendungen, die das Gesehene gleich wieder in Frage stellen und die ungewöhnliche Verbindung zur Sprache, die selbst als musikalisches Element eingesetzt und von Cutter Frédéric Fichelet zu einer rasanten Wort-Bild-Komposition gefügt wird, machen Im Anfang war der Blick zu einem Stück Kino, das Erwartungen und Gewohnheiten gegen den Strich bürstet.“
Daniel Kothenschulte schrieb in der Frankfurter Rundschau: „Bady Minck unterzieht profane Bildwelten einer Neubewertung: viele tausend Postkarten sind es, deren glühend verkitschtes Österreich die Avantgardefilmerin gewissermaßen zurück-animiert. In ihrer Filmerzählung bietet die Bildersuche eines Dichters den Rahmen für eine kritische Rückeroberung der alpinen Landschaftsidyllen. In atemberaubenden Montagen und aufwendiger Filmtechnik dringt Bady Minck tief in die schwüle Farbigkeit der Postkarten ein, ohne je ihrem campigen Reiz zu erliegen.“
France Clarinval schrieb im Paperjam: „Dieser Kampf zwischen Wort und Bild ist traumhaft, politisch, philosophisch und kulinarisch zugleich und endet mit dem Scheitern des Dichters, der vom Wind weggeweht wird.“